# Związek Patriotów Polskich

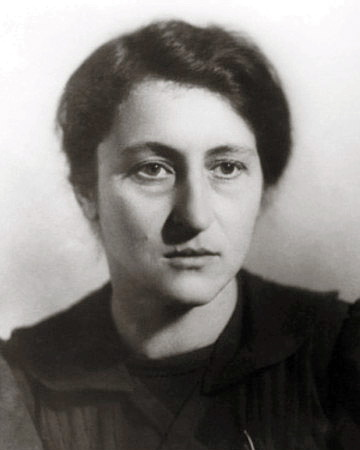
Wanda Wasilewska, założycielka Związku Patriotów Polskich

Związek Patriotów Polskich (ZPP) – związek polityczny, organizowany od 1 marca 1943 przez komunistów polskich w ZSRR, powołany formalnie na zjeździe założycielskim 9 czerwca 1943, stanowiący narzędzie polityki Stalina i ZSRR w sprawie polskiej – przygotowywał warunki do przejęcia władzy przez komunistów w powojennej Polsce. Związek prowadził działalność kulturalno-socjalną i intensywną działalność propagandową wśród ludności polskiej w ZSRR, rozwiniętą w pełni po zerwaniu przez ZSRR stosunków dyplomatycznych z Rządem RP na uchodźstwie w konsekwencji ujawnienia zbrodni katyńskiej.

## Powstanie ZPP
Po wrześniu 1939 roku w ZSRR znalazła się duża grupa polskich komunistów średniego szczebla przebywająca głównie we Lwowie (nieformalnym przywódcą środowiska była Wanda Wasilewska) i Białymstoku (nieformalnym przywódcą środowiska był Alfred Lampe). W związku z rozwiązaniem Komunistycznej Partii Polski (KPP) w 1938 roku i fizyczną likwidacją jej kierownictwa przez organy bezpieczeństwa ZSRR, byli członkowie KPP byli traktowani nieufnie. Sytuacja zaczęła zmieniać się na początku 1940 roku. W styczniu 1940 roku odbyła się pierwsza rozmowa Stalina z Wandą Wasilewską. Po tej rozmowie rozpoczęto wydawanie „Czerwonego Sztandaru” po polsku, a działaczom komunistycznym i lewicowym pozwolono na organizowanie życia wydawniczego. W lipcu 1940 roku Stalin napisał list do władz partyjnych we Lwowie zarzucając im „przegięcia” w traktowaniu Polaków (wypieranie języka polskiego, odmowa zatrudniania Polaków, zmuszanie ich do podawania się za Ukraińców).
Na jesieni 1940, w związku z pogorszeniem się relacji Związku Radzieckiego z Niemcami (nieudana wizyta Mołotowa w Berlinie w listopadzie 1940 r.) sprawa polska znalazła się znowu w kręgu zainteresowania władz radzieckich. Podjęto szereg kroków, które miały wzbudzić przychylność ludności polskiej (organizacja obchodów 85 rocznicy śmierci Adama Mickiewicza, otwarcie jego muzeum w Nowogródku i Juliusza Słowackiego w Krzemieńcu, powołanie nowych gazet i wydawnictw drukujących w języku polskim, wezwanie na rozmowy byłego premiera Kazimierza Bartla do Moskwy). Jesienią 1940 rozpoczęły się też działania wokół tworzenia oddziałów polskich w ZSRR. 2 listopada, szef NKWD Lawrentij Beria wnioskował do Stalina o utworzenie polskiej dywizji w ramach Armii Czerwonej. W tym miesiącu grupa oficerów, którym przewodził płk Zygmunt Berling została skierowana do willi NKWD w Małachówce pod Moskwą, gdzie pracowała nad założeniami jakie miały przyświecać nowym jednostkom polskim w ZSRR. Od jesieni 1940 roku zaczęła działać również Szkoła Polityczna w Nagornoje, a potem w Puszkino pod Moskwą (po wybuchu wojny radziecko-niemieckiej w Kusznarenkowie), której słuchaczami zostali m.in. Bolesław Mołojec, Paweł Finder i Marceli Nowotko.
W styczniu 1941 r. Wanda Wasilewska i Alfred Lampe wysyłali list do Stalina w sprawie m.in. przyjmowania byłych członków KPP do Wszechzwiązkowej Komunistycznej Partii (WKP). List i rozmowy Wasilewskiej ze Stalinem przyniosły skutek, albowiem od maja 1941 r. niektórzy działacze KPP byli wzywani do rajkomów (komitetów rejonowych WKP), gdzie umożliwiono im wstępowanie do partii. Niektórym powierzono niskie funkcje w aparacie partyjnym (np. Marceli Nowotko, Paweł Finder, Jan Krasicki).
Po ataku Niemiec na Związek Radziecki komuniści polscy wystąpili do władz ZSRR z inicjatywą powołania „I Polskiego Batalionu w ZSRR”. Zakładano, że w przyszłości powstaną Ochotnicze Polskie Siły Zbrojne złożone z komunistów przebywających w ZSRR oraz uczestników walk w Hiszpanii. 22 czerwca 1941 ppłk Zygmunt Berling wraz z 12 innymi oficerami skierowali manifest do Berii, w którym zadeklarowali chęć walki z III Rzeszą u boku Armii Czerwonej.
W lipcu 1941 roku został zawarty układ Sikorski-Majski zakładający budowę w ZSRR polskiej armii, która miałaby walczyć przeciwko Niemcom na froncie wschodnim. W tej sytuacji politycznej wszelkie inne inicjatywy zmierzające do powołania oddziałów polskich zostały zarzucone. W sierpniu 1941 r. władze radzieckie ogłosiły amnestię dla Polaków znajdujących się w łagrach. W grudniu 1941 r. do Polski została przerzucona tzw. Grupa Inicjatywna PPR z zadaniem utworzenia Polskiej Partii Robotniczej. W maju 1942 roku wznowiono wydawanie „Nowych Widnokręgów”, których faktycznym redaktorem naczelnym był Lampe. Pismo miało ambicje bycia ośrodkiem skupiającym tych Polaków w ZSRR, którzy widzieli możliwość współdziałania z władzą radziecką. W sierpniu 1942 roku nastąpiła ewakuacja Armii Andersa z ZSRR.
Na przełomie 1942 i 1943 roku w środowiskach komunistów polskich w Saratowie, Kujbyszewie, Ufie i w Moskwie odbyły się rozmowy mające na celu opracowanie programu politycznego nowej organizacji politycznej w ZSRR. W styczniu 1943 roku Stalin wezwał Wandę Wasilewską do Moskwy, stwierdzając wobec jej męża Ołeksandra Kornijczuka: „sytuacja wygląda tak, że chyba dojdzie do decydującego konfliktu między emigracyjnym rządem polskim a ZSRR i w tej sytuacji Wanda mogłaby dużo zrobić”.
W tym samym miesiącu Wasilewska i Lampe zwrócili się z kolejnym listem do Stalina, podnosząc konieczność formalnego zorganizowania polskiej lewicy komunistycznej w ZSRR. Proponowali powołanie Komitetu Walki o Niepodległą, Demokratyczną Polskę. W lutym odbyła się rozmowa Wasilewskiej ze Stalinem i Mołotowem, a miesiąc później zaczęto wydawać kolejne polskie pismo w ZSRR „Wolna Polska”. Miało to być pismo nowej organizacji – Związku Patriotów Polskich. Utworzono jego komitet organizacyjny, który miał przygotować założenia programowe i zorganizować zjazd założycielski.
W lutym 1943 r. na Kreml wezwany został płk Berling, który już po opuszczeniu Armii Andersa ZSRR zadeklarował gotowość utworzenia niepodporządkowanych rządowi w Londynie oddziałów polskich złożonych z pozostałych w ZSRR Polaków. Stalin wyraził na to zgodę podczas rozmów na Kremlu. W kwietniu 1943 roku zostały zerwane stosunki dyplomatyczne między rządem polskim w Londynie a ZSRR w związku ze sprawą zbrodni katyńskiej.
W maju 1943 roku została sformowana w Sielcach nad Oką 1 Polska Dywizja Piechoty im. Tadeusza Kościuszki na czele z gen. Berlingiem.

## Działalność ZPP

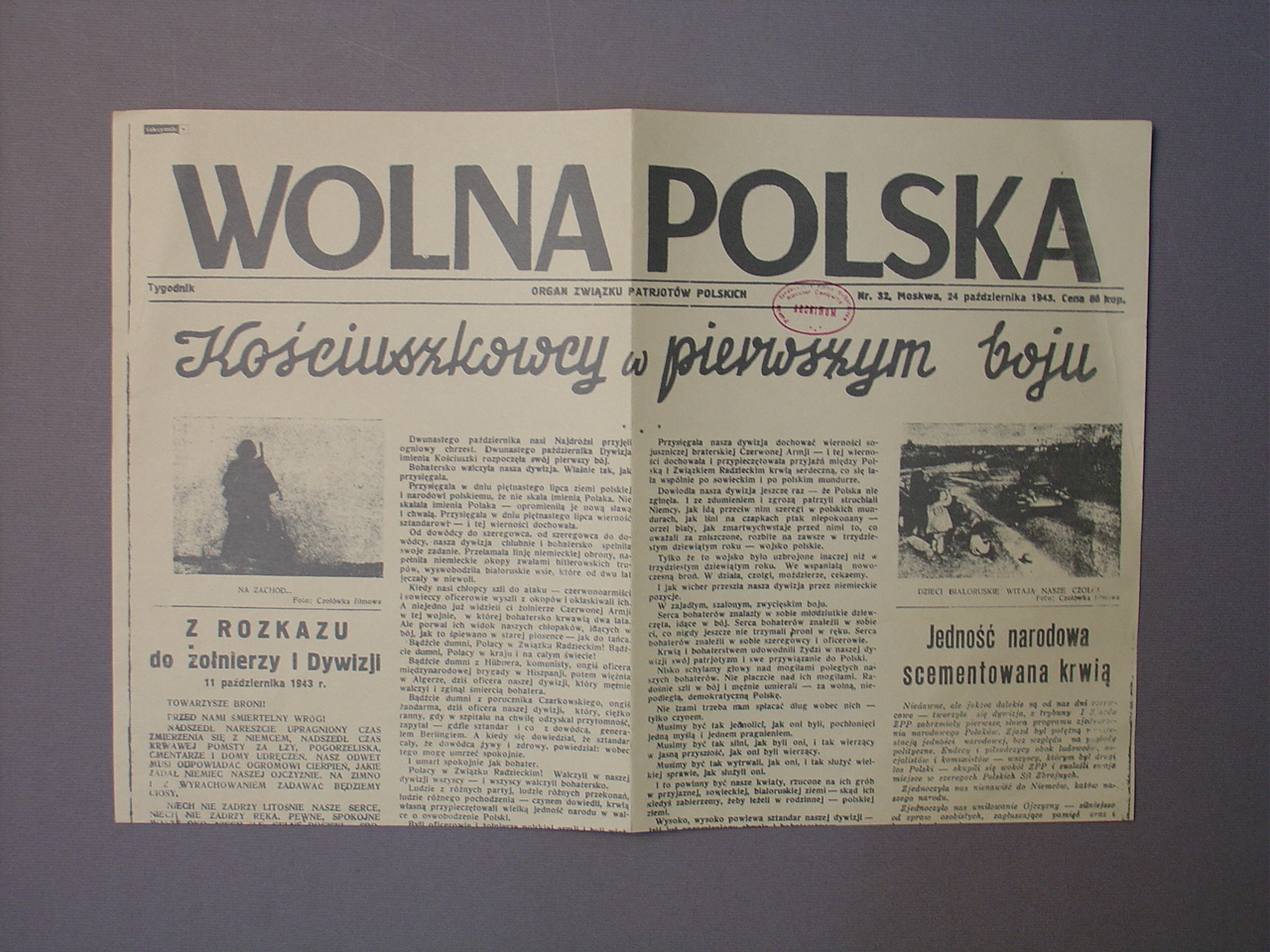
Wolna Polska, organ Związku Patriotów Polskich

Zadaniem ZPP jest pomóc krajowi i wszystkim tym, którzy biorą udział w dziejowych zmaganiach z faszyzmem, a demaskować wszystkich tych, którzy w taki czy inny sposób pomagają śmiertelnemu wrogowi ludzkości i Polski. Podjęte zostaną starania aby na sowieckiej ziemi Polacy mogli zmagać się z wrogiem z bronią w ręku. ZPP dążyć będzie do skupienia wszystkich Polaków bez względu na ich przekonania, poglądy, przeszłość pod sztandarem bezkompromisowej walki z niemieckim najeźdźcą, Wolna Polska 1943, nr 1, od redakcji.

9 i 10 czerwca w Moskwie w sali Domu Żołnierza Radzieckiego odbył się zjazd ZPP, na którym ogłoszono statut, deklarację ideową, wybrano zarząd i komisję rewizyjną.
Delegaci zjechali z kilkunastu republik. Przybyli m.in. płk Berling, kpt. Sokorski, Lampe, Skrzeszewski, Drobner, Wierbłowski, Wolpe, Kłos, Kowalski, Ziółkowski, Stahl, dr Julia Brystygier, Grubecki, dr Parnas. W prezydium zasiedli: płk Berling, Lampe, Parnas, Brystygier, Andrzej Witos, Wanda Wasilewska. Przewodniczącym zjazdu na wniosek Wasilewskiej został Parnas. Wanda Wasilewska wygłosiła obszerny referat polityczny, w którym omówiła sytuację międzynarodową. W dyskusji nad referatem zabierało głos wielu delegatów. Najdłuższe przemówienie wygłosił płk Berling, jednak było ono jednostronne, gdyż dotyczyło spraw wojskowych. Dla prowadzenia działalności Związku utworzono szereg komisji i powołano ich władze. Na czele Komisji Organizacyjnej stanęła Julia Brystygier, Wojskowej – płk Berling, Oświatowej – Skrzeszewski i Wolpe, Opieki Społecznej – Grubecki, Redakcyjnej – Jędrychowski, Politycznej – Wasilewska i Berman. Witosa i Drobnera wyznaczono generalnymi inspektorami opieki społecznej.
Zarząd Główny ZPP wybrany na I Zjeździe
- Wanda Wasilewska (przewodnicząca)
- gen. Zygmunt Berling (członek Prezydium)
- Julia Brystiger
- Bolesław Drobner
- Stefan Jędrychowski (członek Prezydium)
- Ignacy Kowalski
- Władysław Krasnowiecki
- Wilhelm Kubsz
- Antoni Michalak
- Tadeusz Peiper
- Mieczysław Popiel
- Edmund Pszczółkowski
- Władysław Putrament
- Stanisław Skrzeszewski (członek Prezydium)
- Władysław Sokołowski
- Włodzimierz Sokorski (członek Prezydium)
- Zenon Wasilewski
- Kazimierz Witaszewski
- Andrzej Witos (wiceprzewodniczący)
- Halina Zawadzka

Dokooptowani 13 kwietnia 1944 r.

- Aleksander Zawadzki (członek Prezydium)
- Jerzy Sztachelski (sekretarz)
- Jakub Berman
- Stanisław Radkiewicz
- Jan Michał Grubecki
- Emil Sommerstein

W deklaracji jednoznacznie potępiono Rząd RP na uchodźstwie premiera Władysława Sikorskiego, jako działający na szkodę „bloku anglo-radziecko-amerykańskiego”. Deklaracja nie wspomina o kwestii tworzenia alternatywnych do rządu w Londynie ośrodków władzy, ale go ostro krytykuje uznając, że działa on na podstawie „narzuconej narodowi antydemokratycznej konstytucji 1935 r.”. W programie na pierwsze miejsce wysunięto konieczność przebudowy struktury społeczno-politycznej przyszłej Polski, znaczenie sojuszu z ZSRR dla bezpieczeństwa jej granic oraz rewizję granicy wschodniej (odrzucenie postanowień terytorialnych traktatu ryskiego).
ZPP prowadził propagandę (organ prasowy „Wolna Polska”), opiekę społeczną (przejął polskie sierocińce, domy inwalidów i starców), pracę oświatowo-kulturalną (m.in. zakładano polskie chóry). W szczytowym momencie istniało 3000 kół ZPP na terenie ZSRR. Działający w ramach ZPP Komitet do Spraw Dzieci Polskich w ZSRR powołał przedszkola i szkoły zaś z początkiem 1944 r. wydał podręczniki do nauki języka polskiego. Od października do kwietnia 1943 roku utworzono sieć ponad 150 szkół polskich. Prowadzono 50 polskich domów dziecka. Związek Patriotów Polskich mieścił się przy ulicy Armatniej (Puszecznej), a członkowie Zarządu Głównego mieszkali w hotelu „Moskwa” na 10 piętrze.

## Program ZPP

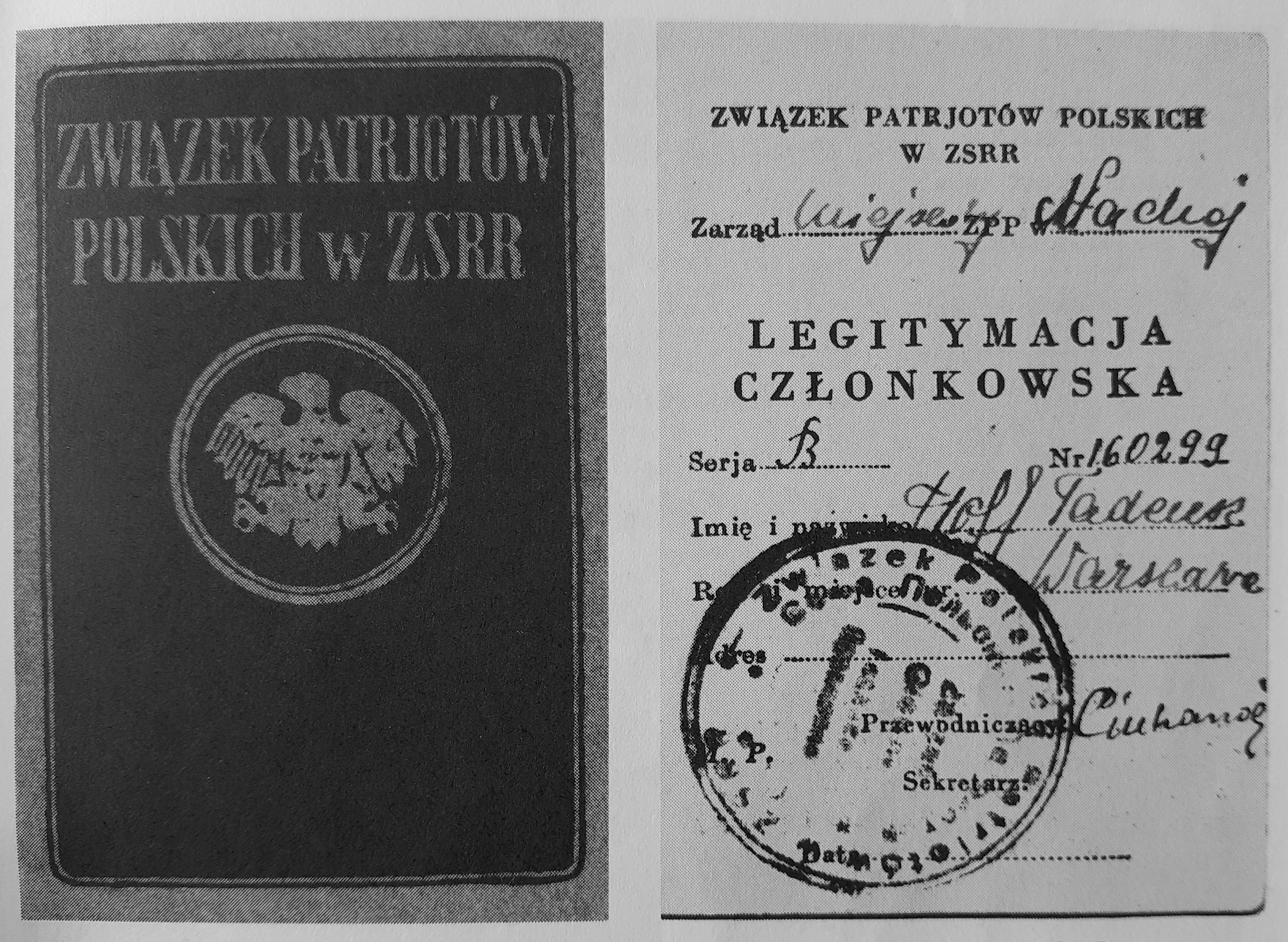
Legitymacja członkowska ZPP należąca do Tadeusza Hoffa

W środowisku komunistycznych działaczy wojskowych związanych z 1 Dywizją Wojska Polskiego (Jakub Prawin, Włodzimierz Sokorski) opracowano tzw. „Tezy nr 1” proponujące przyjęcie jako programu ZPP zbudowanie w wyzwolonej Polsce „zorganizowanej demokracji”. Koncepcja ta zakładała oparcie ustroju przyszłej Polski na rządach silnej ręki, lewicowych, ale bezpartyjnych, opartych na sile armii tworzonej w ZSRR. Program ten odchodził zarówno od założeń leninowskich pomijając rolę partii komunistycznej, jak i od deklarowanych w oficjalnym programie ZPP założeń demokratycznych.
Po krytyce „Tez nr 1” przez działaczy komunistycznych skupionych wokół Prezydium ZG ZPP zostały opracowane przez Aleksandra Zawadzkiego i Hilarego Minca „Tezy nr 2” oficjalnie zakładające budowę w Polsce systemu demokracji parlamentarnej. Przewidywały one jednocześnie, że ZPP „będzie obozem rządzącym i zachowa hegemonię polityczną” w powojennej Polsce, stwierdzając dodatkowo: „Jeżeli zdobycie władzy przez obóz nasz po kapitulacji Niemiec możliwe jest bez poparcia większości narodu, to dalszy pomyślny rozwój odrodzonej, demokratycznej Polski zależeć będzie od tego, czy obozowi naszemu uda się w najkrótszym czasie po wzięciu władzy zdobyć większość społeczeństwa.”.

## Przygotowania do przejęcia władzy
Od 1943 r. polskie środowiska komunistyczne w ZSRR skupione wokół ZPP na czele z Wandą Wasilewską i Alfredem Lampe planowały powołanie Polskiego Komitetu Narodowego na bazie Związku Patriotów Polskich, jako ośrodka politycznego alternatywnego dla rządu w Londynie. Projekt deklaracji programowej PKN opracował Alfred Lampe („Tezy nr 3”).
W tym czasie Gomułka niezależnie od działań ZPP, bez wiedzy Moskwy utworzył Krajową Radę Narodową (KRN). Wyjaśniając motywy powołania KRN w liście wysłanym do Moskwy stwierdzał m.in. „Tworząc KRN, PPR wychodzi z założenia, że w sprawach dotyczących kraju mogą decydować tylko czynniki wyłonione w kraju lub przez kraj powołane. (…) doszła nas wiadomość, że ZPP organizuje polityczną reprezentację narodu polskiego na zewnątrz. (…) Dla pracy KRN na zewnątrz kraju reprezentacja zewnętrzna jest konieczna. Podjęte niezależnie od siebie inicjatywy utworzenia KRN przez nas w kraju i reprezentacji politycznej na zewnątrz przez ZPP mogą się świetnie uzupełniać przy zastosowaniu pewnych warunków. (…) Obawiamy się, że aby nie skoordynowane posunięcia przez nas w kraju przez was za granicą nie powodowały pewnego zamieszania w naszej pracy.”.
W celu wyjaśnienia sytuacji i nawiązania kontaktu ze środowiskiem skupionym wokół ZPP, Gomułka wysłał do Moskwy delegację KRN, która 18 maja rozpoczęła rozmowy z Prezydium ZG ZPP i Centralnym Biurem Komunistów Polskich (CBKP). Delegację przyjął Stalin, który nie uznawał jeszcze środowisk komunistycznych za nowy ośrodek władzy, bo powodowałoby to dalsze zaostrzenie się stosunków z Wielką Brytanią, która zabiegała o przywrócenie stosunków rządu polskiego w Londynie z ZSRR.
Na przełomie kwietnia i maja 1944 r. Moskwę wizytują przedstawiciele Polonii w USA: Oskar Lange i ksiądz Stanisław Orlemański. Stalin stwierdza, że rząd Polski powinien być stworzony w kraju a ZPP rządu nie utworzy co najwyżej powinien uczestniczyć personalnie w zrekonstruowanym rządzie Mikołajczyka z którego należy się pozbyć osób o nastawieniu antyradzieckim. 23 czerwca Mikołajczyk odrzucił ultimatum Stalina dotyczące reorganizacji władz polskich w Londynie. Tym samym szala decyzji przechyliła się na rzecz pozwolenia komunistom polskim na tworzenie nowego ośrodka władzy.
24 czerwca ZPP uznał KRN za „prawdziwe przedstawicielstwo narodu polskiego”, ale nie podporządkował się jej jeszcze wraz z armią Berlinga. 6 lipca do ZSRR przybyła druga delegacja KRN na czele z Michałem Rolą-Żymierskim. Podczas rozmów tej delegacji z Centralnego Biura Komunistów Polski (CBKP) i ZPP powstała idea powołania organu przyszłej władzy w Polsce, złożonego z przedstawicieli obu, zarówno krajowych, jak i przebywających w ZSRR, grup działaczy. 15 lipca Edward Osóbka-Morawski jako przewodniczący KRN i Wanda Wasilewska w imieniu ZPP i CBKP wystosowali list do Stalina stwierdzający, że „sytuacja w pełni dojrzała do utworzenia Tymczasowego Rządu Polskiego i dalsza zwłoka może doprowadzić do poważnych powikłań”. Stwierdzano, że rząd powinien powstać „w oparciu o KRN uzupełniony w pierwszym okresie o przedstawicieli innych demokratycznych organizacji w kraju i za granicą”. Rola ZPP schodziła na plan dalszy.
Ostateczne decyzje zapadały w przyspieszonym tempie między 18 a 20 lipca z powodu błyskawicznych postępów radzieckiej ofensywy militarnej (wojska 1 Frontu Ukraińskiego w kilku punktach sforsowały Bug). 19 lipca Stalin oświadczył przedstawicielom KRN i ZPP, że konieczne jest natychmiastowe utworzenie „polskiego organu o charakterze rządowym”. Zasugerował jednocześnie konieczność oświadczenia przez KRN, iż podporządkowuje sobie ZPP i Armię Polską w ZSRR, a nie że to one podporządkowują się KRN. 20 lipca Stalin wyraził swoje poparcie dla inicjatywy powołania „Komitetu Wyzwolenia Narodowego”, ale nie „Rządu Tymczasowego” licząc wciąż, że możliwe jest porozumienie z rządem londyńskim i prawdopodobnie sądząc, że groźba powołania KWN zmusi Mikołajczyka do przyjęcia żądań Stalina i fuzji rządu londyńskiego z KRN”.
Środowiska delegacji KRN przebywającej w ZSRR, ZPP i CBKP powołały w Moskwie w dniu 20 lipca 1944 roku Polski Komitet Wyzwolenia Narodowego.
W 1944 związek powołał Polską Agencję Prasową Polpress z siedzibą w Moskwie.
W październiku 1944 roku przy Związku Patriotów Polskich powstał Komitet Organizacyjny Żydów Polskich. Według innych źródeł w lipcu 1944 przy ZPP utworzono Komitet Organizacyjny Żydów Polskich w ZSRR, na którego czele stanął Emil Sommerstein (w latach 1944–1946 ZPP przesiedlał Polaków i Żydów z ZSRR do Polski).
29 lipca 1944 Związek Patriotów Polskich zaapelował do warszawiaków przez radio moskiewskie nawołując ludność Warszawy do powstania przeciw Niemcom. Komunikaty będące powtórzeniem tej audycji nadawała także moskiewska Radiostacja im. Tadeusza Kościuszki.
ZPP zakończył działalność w sierpniu 1946.